# Гундељ
Гундељ, познат и под именима хрушт, кокица и мајска буба у јужнобачком округу и „челебугар” је заједнички назив три врсте инсекта из рода Melolontha и реда тврдокрилаца. Распрострањен је широм Европе. Велики број сродних врста насељава Северну Америку.
Средином 20. века гундељ је у великом делу Европе због велике употребе пестицида био на ивици изумирања. Од почетка 1980-их уводе се контроле пестицида, што доводи до обнављања популације гундеља.

## Таксономија
Постоје три врсте гундеља:
- обичан гундељ, Melolontha melolontha
- шумски гундељ, Melolontha hippocastani
- велики гундељ, Melolontha pectoralis (среће се само на југоистоку Немачке)

## Опис
Одрасли примерци обичног гундеља су дугачки 25-30 милиметара, док је шумски гундељ мало мањи (20-25 милиметара). Обе врсте су браон боје. Мужјаци имају седам „листића“ на антенама, док их женке имају шест.
Све врсте гундеља хране се лишћем.

## Животни циклус
Одрасле јединке се појављују крајем априла или током маја и живе пет до седам недеља. Након друге недеље, женке почињу да полажу јаја, а јаја закопавају на дубину 10-20 центиметара (понекад и више пута).
Из јаја се развијају ларве, познате под именом „бели црви“, око шест недеља након полагања јаја. Хране се корењем. Да би се развиле у одрасле јединке, треба им три до четири године (у хладнијим пределима понекад и пет година). За то време расту до дужине од 4-5 центиметара, а у касну јесен улазе у стадијум лутке, а након шест недеља развијају се одрасле јединке.
Због дугог ларвеног циклуса, гундељи се обично јављају на сваке три-четири године.

## Контрола
Због великог апетита, како одраслих гундеља, тако њихових ларви, људи су гундеље одувек сматрали штеточинама. У пре-индустријском друштву уобичајени метод борбе био је сакупљање и убијање одраслих јединки, што је, међутим, представљало само привремено и делимично решење.
Све до 20. века није било правог решења за проблем са гундељима. Тада су многи пашњаци претворени у обрадиво земљиште (а обични гундељ полаже јаја на пашњацима), што је утицало на смањење њиховог броја. 1970-их у неким деловима Европе гундељи су скоро изумрли. Са увођењем контрола употребе пестицида дошло је до обнављања броја гундеља.
Данас се за борбу користе искључиво биолошка средства: постоје гљивице које убијају ларве и те гљивице се „саде“ на тло.